# معمولان
معمولان (بالفارسية: معمولان) هي مدينة تقع في إيران في Mamulan District. يقدر عدد سكانها بـ 7,633 نسمة .

## أعلام
- إبراهيم ميرزابور